# Ривс (Тенеси)
Ривс (енгл. Rives) град је у америчкој савезној држави Тенеси.

## Демографија
По попису из 2010. године број становника је 326, што је 5 (-1,5%) становника мање него 2000. године.
| Група             | 2000.       | 2010.       |
| Белци             | 308 (93,1%) | 290 (89,0%) |
| Афроамериканци    | 19 (5,7%)   | 15 (4,6%)   |
| Азијати           | 0 (0,0%)    | 1 (0,3%)    |
| Хиспаноамериканци | 3 (0,9%)    | 17 (5,2%)   |
| Укупно            | 331         | 326         |